# La Virginia
La Virginia és un municipi colombià situat a 920 metres d'altitud, al departament de Risaralda de Colòmbia.

## Història
Va ser fundat el 28 de novembre de 1959 per Francisco Jaramillo Ochoa, José Joaquín Hoyos, Juan Hoyos, José Ramírez, Nicolás Torres, Juana Valderrama, Marcelino Torres, Pedro Martínez, Leandro Villa i Pioquinto Rojas. Les comunitats indígenes dels Ansermas i Apías van ser els primers habitants del territori que avui conforma el municipi de La Virginia, posteriorment es van desplaçar cap a ell, negres i mulats que van conformar el caseriu anomenat "Sopinga". Amb l'arribada de nous colonitzadors pren els noms de Nigrica, Bodega i finalment La Virgínia. No es precisa amb exactitud la data de la seva fundació, encara que les dades històriques la situen al novembre de 1888, realitzada pels senyors: José Joaquín Clots, Juan Clots, José Ramírez, Nicolás Torres, Juana Valderrama, Marcelino Torres i Martín Torres.
El seu primer desenvolupament urbà va ser impulsat en l'any de 1905 per Jaramillo Ochoa, amb el suport de Pedro Martínez, Leandro Villa i Pioquinto Rojas. Va ser erigit com barri del municipi de Belalcázar Caldas. El primer de desembre de 1966 va néixer el departament de Risaralda al qual es va integrar La Virginia com a municipi.

## Geografia
El municipi de La Virginia està situat en la regió andina de Colòmbia, sobre el vall que conformen els rius Cauca i Risaralda, a 899 metres sobre el nivell del mar, amb una temperatura mitjana de 27 °C. El seu territori es troba enmig de dues falles geològiques de gran extensió i properes al nucli urbà; la falla Ansermanuevo localitzada a l'occident del municipi i la falla Quebradanueva a l'orient. La seva hidrografia la conformen els rius Cauca i Risaralda, Aquests components hidrogràfics a més de servir com límits amb altres municipis són importants en el desenvolupament econòmic de La Virginia, ja que són incorporats i utilitzats en la irrigació de les terres aptes per a l'agricultura i la ramaderia, en la indústria extractiva de materials d'arrossegament dels rius i l'aprofitament dels recursos turístics. Per la part nord limita amb el Departament de Caldas, pel sud amb el municipi de Pereira, per l'orient amb els municipis de Pereira i Marsella i per l'occident amb els municipis de Balboa i Santuario.

## Economia
L'economia del municipi no es troba estructurada d'una forma definida, encara que La Virginia es caracteritza com un gran port turístic on el comerç és la principal activitat econòmica, seguit per la indústria de fusta, pescadors i fonts d'extracció de materials de riu. També destaca la construcció. A la zona rural, la ramaderia i el cultiu de canya de sucre són la seva principal activitat econòmica.

## Comunicació i transport
Per aire hi ha l'aeroport Matecaña de Pereira a 25 minuts de La Virginia. Per terra el municipi compta amb un terminal d'autocars que hi comuniquen amb la seva ciutat capital, Pereira. També des de l'any 2008 compte amb un projecte anomenat "Megabus", el qual uneix en tant sol vint minuts el municipi amb la part sud de la ciutat de Pereira. Per riu hi ha un sistema de vaixells utilitzats per fer el comerç, però sobretot és utilitzat per fer turisme a través del riu Cauca. Per aquest motiu cal dir que el municipi va ser anomenat "El port dolç de Colòmbia".